# Paul Paray
Paul Paray   (Le Tréport, 24 de maig de 1886 - Montecarlo, 10 d'octubre de 1979) va ser un director d'orquestra i compositor francès.

## Biografia
Un fill de Le Tréport
El seu pare, Auguste Paray, gravador d'ivori que també va exercir de mestre de cor a Le Tréport (Normandia), el va introduir a la música abans d'inscriure'l a l'Escola Coral Saint-Evode de la Catedral de Rouen, on va rebre una àmplia formació. Allà, va dur a terme uns estudis excel·lents sota la direcció del mestre de cor i canonge Adolphe Bourdon i de l'organista Jules Haëlling. A més de cantar, va practicar el piano, l'orgue, el violoncel i els timbals. Als catorze anys, va tocar de memòria totes les obres per a orgue de Johann Sebastian Bach i va compondre un Magnificat per als dies de festa. Als quinze anys, va interpretar les simfonies d'orgue de Charles-Marie Widor i Louis Vierne, i sovint en companyia de Marcel Dupré, el seu amic de la infància, va llegir a primera vista les partitures de César Franck, Anton Bruckner i Max Reger. Aviat li van demanar que acompanyés al piano els cantants d'òpera que visitaven Rouen, Paul Paray semblava destinat a una carrera com a organista, o pianista-compositor. Però Henri Dallier (1849-1934), professor d'harmonia al Conservatori de París i famós organista de La Madeleine, de vacances al Tréport, es va fixar en els dons del jove i va insistir que la seva família li confiés el seu talent. Va ingressar al Conservatori de París a la classe de Xavier Leroux i va seguir els cursos de Georges Caussade, Charles Lenepveu i després Paul Vidal.
El 1924, Paul Paray va ser adoptat per Marguerite Lamoureux (filla de Charles Lamoureux i vídua de Camille Chevillard).

## El compositor
Aquest període a París va ser propici per a diverses composicions: la Pastoral de Nadal, una Serenata i una Sonata per a violí i piano (1908), una atrevida Fantasia per a piano i orquestra (1909), una Humoresque per a violí i piano (1910) i diverses melodies en l'esperit de Berlioz i Fauré. Per guanyar-se uns quants cèntims i "tastar l'ofici", Paul Paray va treballar com a violoncel·lista al Théâtre Sarah Bernhardt, i després va succeir Maurice Yvain, el seu company d'estudis, al cabaret Les Quat'Z'Arts, com a pianista acompanyant (1909-1910). Va musicar nombrosos versos per a cançoners, alguns dels quals es van publicar amb el pseudònim de Paul Apria.
Un segon Prix de Rome el 1910, i després el primer el 1911 amb la cantata Yanitza, va marxar cap a l'Académie de France a Roma (Villa Medici), on el seu amic Claude Delvincourt s'hi va unir dos anys més tard, juntament amb Lili Boulanger. Allà, va compondre un poema simfònic, Adonis troublé, un Nocturn per a violí i piano, nombroses peces per a piano sol, va completar el cicle de cançons iniciat el 1902 i va treballar extensament en el seu gran oratori Joana d'Arc, que va dirigir ell mateix a la catedral de Rouen per obrir les celebracions commemoratives el maig de 1913, i després a la Villa Medici el maig de 1914.
Quan va esclatar la Primera Guerra Mundial, es va unir al III Cos a Charleroi. Va ser fet presoner pels alemanys i va passar quatre anys de dolorós captiveri al camp de concentració de Darmstadt. Privat d'instruments musicals, va ser mentalment que va compondre les obres que més tard plasmaria sobre paper, en tornar a França: la suite per a piano D'une âme... (concebuda el 1914-1915) i el seu Quartet de corda, publicat el 1919, que més tard transformaria en una Symphonie d'archets.
El 1922, l'Òpera de París va estrenar el seu ballet Artémis troublée, una adaptació coreogràfica del seu Adonis troublé, la suite simfònica composta durant la seva estada a Roma. La seva Fantasia en Do sostingut menor per a piano i orquestra va ser presentada als Concerts Lamoureux el desembre de 1925. La seva Missa pel cinquè centenari de la mort de Joana d'Arc, estrenada a Rouen el 1931, va ser un gran èxit i va despertar l'entusiasme de Florent Schmitt. També cal destacar dues simfonies més: la primera en Do, estrenada el 31 de març de 1935 als Concerts Colonne; la segona en La, subtitulada Le Tréport, en memòria del seu pare recentment difunt, es va estrenar al Châtelet l'abril de 1940.
Després de la Segona Guerra Mundial, arrossegat per un remolí d'activitats diverses (la reorganització de la seva Orquestra Colonne, la creació de la nova Orquestra Filharmònica d'Israel, nombroses gires internacionals), Paul Paray va deixar de compondre per dedicar-se a la seva tasca com a intèrpret, constructor d'orquestres i ambaixador de la música francesa. Va ser elegit membre de l'"Académie des Beaux-Arts" de l'Institut de France el 1950, substituint Henri Rabaud, per dinou vots contra dotze pel seu antic camarada Claude Delvincourt.

## El director d'orquestra
El 1918, en tornar del captiveri, Paul Paray encara esperava seguir una carrera com a pianista-compositor. Però, l'estiu de 1919, pressionat per la necessitat econòmica, va acceptar dirigir l'orquestra del casino de Cauterets. Mai havia après a dirigir, però va descobrir que tenia "un do". Molt apreciat per alguns caps de secció dels Concerts Lamoureux, va ser presentat a Camille Chevillard, que buscava un assistent. El seu primer concert parisenc, el febrer de 1920, va ser un gran èxit i va ser elegit per unanimitat. Chevillard li va ensenyar els trucs de l'ofici... i el va convertir en un director consumat. President dels Concerts Lamoureux el 1923, Paul Paray es va dedicar ardentment a la seva feina com a intèrpret. Va destacar en els repertoris francès, alemany i rus i va dirigir les nombroses creacions que li van ser confiades pels seus contemporanis (Maurice Ravel, Florent Schmitt, Gabriel Pierné, Louis Aubert, Lili Boulanger, Pierre de Bréville, André Caplet, Jacques Ibert, Albert Roussel, Ermend Bonnal, Claude Delvincourt i molts altres). El 1928, va marxar a Montecarlo i va dirigir l'orquestra de l'Òpera durant cinc anys, convidant grans solistes internacionals.
Però, el 1932, Gabriel Pierné li va demanar que assumís la presidència dels Concerts Colonne, l'orquestra parisenca més prestigiosa. La va dirigir brillantment, enriquint els seus programes "clàssics" amb nombroses obres i creacions contemporànies (d'Eugène Bozza, Jacques de la Presle, Yvonne Desportes, Edmond Marc, Elsa Barraine, Francis Poulenc, Maurice Duruflé... i Serge Prokofiev, aleshores exiliat a França), i també va dirigir diversos cicles de Wagner amb l'orquestra de l'Òpera de París. Aquesta tasca a Colonne experimentaria un llarg període d'interrupció durant la Segona Guerra Mundial. L'octubre de 1940, amb París ocupada, Paul Paray va dimitir com a president per protestar contra les mesures antijueves que van portar al canvi de nom dels Concerts Colonne, i no tornaria a la seva orquestra fins després de l'Alliberament. Inicialment retirat a Marsella amb l'Orquestra Nacional de la Ràdio, va abandonar aquesta formació tan bon punt els músics jueus van ser expulsats. Acollit per l'Òpera de Mònaco del 1941 al 1944, va reclutar-ne molts i els va salvar de les batudes de la Gestapo. Va ser a Mònaco, a la primavera del 1944, que Paul Paray va treballar en les seves composicions finals. Allà, va estrenar la seva Simfonia d'Arcs i va orquestrar una dotzena de melodies ja compostes el 1921, per a veu i piano.
El 1939, Paul Paray s'havia forjat una reputació afalagadora als Estats Units com a director convidat de la Filharmònica de Nova York, i després havia rebutjat el càrrec de codirector de l'Orquestra Simfònica de la NBC, juntament amb Toscanini. Després de la guerra, les peticions es van fer més urgents i, a l'octubre de 1951, al final d'una prestigiosa sèrie de concerts amb les orquestres de Boston, Nova York, Cincinnati, Filadèlfia, Pittsburgh i Chicago, Paul Paray va acceptar reconstruir l'Orquestra Simfònica de Detroit, convertint-la en "la primera orquestra francesa als Estats Units". A partir de 1956, es va establir més permanentment a Detroit i va cedir la presidència dels Concerts Colonne al seu fill menor, Charles Münch. Després va dirigir nombroses obres de compositors americans i canadencs (Aaron Copland, Samuel Barber, Harold Shapero, James Cohn, Ned Rorem, Walter Piston, Murray Adaskin), però era principalment la música francesa la que esperava el públic americà. Aquest repertori seria afavorit per la companyia Mercury, que faria una magnífica sèrie d'enregistraments a Detroit, del 1956 al 1963, servits per la nova tècnica Living Presence, desenvolupada per Robert Fine. Els LP d'aquesta col·lecció serien èxits de vendes als Estats Units, i després serien distribuïts a Europa per Philips. Diversos d'ells, molt buscats pels amants de la música, ara estan disponibles en SACD.
Paul Paray tenia setanta-sis anys el 1962, quan va acabar el seu contracte amb l'Orquestra Simfònica de Detroit (DSO), i va continuar sent director emèrit. Aleshores va començar la fase final de la seva carrera particularment activa i mai va deixar de dirigir. Sempre precedit per la seva reputació de "constructor d'orquestres", va ser convidat regularment per les més grans orquestres simfòniques, principalment a França i Europa, Amèrica i Israel. El maig de 1964, va fer una gira per Alemanya amb l'Orquestra Nacional de França. De febrer a abril de 1966, va dirigir l'Orquestra Nacional de l'Òpera de Montecarlo per a una primera gran gira de quaranta-tres concerts pels Estats Units i el Canadà. Un any més tard, substituint Charles Münch amb poca antelació, va portar la nova Orquestra de París a Kíiv, Moscou, Leningrad i Riga. Convidat regularment per orquestres americanes (Detroit, Nova York, Washington, Boston, Pittsburgh, Filadèlfia), va participar al Meadow Brook Music Festival el 1975 i el 1976, i hi va dirigir la DSO amb motiu del bicentenari de la independència dels Estats Units. També viatja a Israel cada any per a diverses sèries de concerts, i hi va celebrar el seu norantè aniversari. Dirigeix periòdicament l'Orquestra Nacional de l'Òpera de Mònaco, en particular a París l'octubre de 1976 per al trentè aniversari de la fundació de la UNESCO, i després a Niça el juliol de 1977 per a un gran concert en honor del pintor Marc Chagall. El febrer i l'octubre de 1978, va ser convidat per l'orquestra del Curtis Institute of Music de Filadèlfia, el seu últim viatge als Estats Units. Va ser a Mònaco on la mort va sorprendre el director francès més veterà el 10 d'octubre de 1979, vuit mesos després d'un concert amb el seu amic Yehudi Menuhin, mentre es preparava per dirigir, una vegada més, la Filharmònica de Montecarlo i l'Orquestra de París. La seva segona esposa, Yolande, va morir el 1985. D'acord amb els seus desitjos, Paul Paray està enterrat al cementiri de Tréport.

## Premis
Al llarg de la seva llarga carrera, Paul Paray va ser guardonat amb les més altes distincions a França, els Estats Units i Mònaco.
Va ser guardonat amb el Primer Gran Premi de Roma de composició el 1911, va ser elegit president de l'Associació Francesa de Directors d'Orquestra i membre de l'Acadèmia de Belles Arts de l'Institut de França el 1950, va ser doctor en Dret per la Universitat de Wayne, va rebre la Medalla de la Ciutat de Tel Aviv, va ser nomenat ciutadà honorari de Detroit, Diemeringen, Le Tréport i Mònaco, va ser nomenat Gran Oficial de l'Ordre de Grimaldi el 1967 i va ser guardonat amb la Gran Creu de l'Orde Nacional del Mèrit el 1971.
Va ser elevat al rang de Gran Creu de la Legió d'Honor el 1975. Dos músics l'havien precedit: Gabriel Fauré i Camille Saint-Saëns.
El seu bust va ser creat el 1914, durant la seva estada a Roma, per l'escultor Philippe Besnard.

## Cita
| «                                                                           | "La humanitat és tal que és difícil acceptar que dos talents puguin existir en un sol ésser. Estic classificat com a director d'orquestra... La meva música, després de la meva mort, el futur dirà quin és el seu valor, excloent qualsevol noció de moda o temps." | » |
| — Paul Paray a Jacques Chancel , emissió de Radioscopie, 15 de maig de 1978 | |   |